# Чемпионат мира по спортивной гимнастике 1978
19-й чемпионат мира по спортивной гимнастике проходил с 23 по 29 октября 1978 года в Страсбурге (Франция).

## Общий медальный зачёт
| Место | Страна   | Золото | Серебро | Бронза | Всего |
| ----- | -------- | ------ | ------- | ------ | ----- |
| 1     | СССР     | 7      | 7       | 4      | 18    |
| 2     | Япония   | 4      | 3       | 0      | 7     |
| 3     | США      | 2      | 0       | 1      | 3     |
| 4     | Румыния  | 1      | 2       | 4      | 7     |
| 5     | Венгрия  | 1      | 0       | 0      | 1     |
| 6     | ФРГ      | 0      | 2       | 0      | 2     |
| 7     | ГДР      | 0      | 0       | 4      | 4     |
| 8     | Болгария | 0      | 0       | 2      | 2     |

## Медалисты

### Мужчины
| Дисциплина                | Золото | Серебро | Бронза                                                                                                  |
| Командное многоборье      | Япония · Хироси Кадзияма · Сигэру Касамацу · Эйдзо Кэммоцу · Дзюнъити Симидзу · Синдзо Сираиси · Мицуо Цукахара | СССР · Николай Андрианов · Эдуард Азарян · Александр Дитятин · Геннадий Крысин · Владимир Маркелов · Александр Ткачёв | ГДР · Роланд Брюкнер · Михаэль Николаи · Ральф Бертель · Райнхард Рюкрим · Луц Мак · Ральф-Петер Хемман |
| Индивидуальное многоборье | Николай Андрианов СССР                                                                                          | Эйдзо Кэммоцу Япония                                                                                                  | Александр Дитятин СССР                                                                                  |
| Вольные упражнения        | Курт Томас США                                                                                                  | Сигэру Касамацу Япония                                                                                                | Александр Дитятин СССР                                                                                  |
| Конь                      | Золтан Мадьяр Венгрия                                                                                           | Эберхард Гингер ФРГ                                                                                                   | Стоян Делчев Болгария                                                                                   |
| Кольца                    | Николай Андрианов СССР                                                                                          | Александр Дитятин СССР                                                                                                | Дэнуц Греку Румыния                                                                                     |
| Опорный прыжок            | Дзюнъити Симидзу Япония                                                                                         | Николай Андрианов СССР                                                                                                | Ральф Бертель ГДР                                                                                       |
| Параллельные брусья       | Эйдзо Кэммоцу Япония                                                                                            | Хироси Кадзияма Япония Николай Андрианов СССР                                                                         | не присуждалась                                                                                         |
| Перекладина               | Сигэру Касамацу Япония                                                                                          | Эберхард Гингер ФРГ                                                                                                   | Стоян Делчев Болгария Геннадий Крысин СССР                                                              |

### Женщины
| Дисциплина                | Золото | Серебро | Бронза                                                                                            |
| Командное многоборье      | СССР · Мария Филатова · Наталья Шапошникова · Елена Мухина · Нелли Ким · Светлана Агапова · Татьяна Аржанникова | Румыния · Надя Команечи · Эмилия Эберле · Марилена Някшу · Теодора Унгуряну · Анка Григораш · Марилена Влэдэрэу | ГДР · Штефани Кракер · Сильвия Хиндорфф · Биргит Зюсс · Хайке Кухардт · Карола Зубе · Уте Виттвер |
| Индивидуальное многоборье | Елена Мухина СССР                                                                                               | Нелли Ким СССР                                                                                                  | Наталья Шапошникова СССР                                                                          |
| Опорный прыжок            | Нелли Ким СССР                                                                                                  | Надя Команечи Румыния                                                                                           | Штефани Кракер ГДР                                                                                |
| Разновысокие брусья       | Марсия Фредерик США                                                                                             | Елена Мухина СССР                                                                                               | Эмилия Эберле Румыния                                                                             |
| Бревно                    | Надя Команечи Румыния                                                                                           | Елена Мухина СССР                                                                                               | Эмилия Эберле Румыния                                                                             |
| Вольные упражнения        | Нелли Ким СССР Елена Мухина СССР                                                                                | не присуждалась                                                                                                 | Эмилия Эберле Румыния Кэти Джонсон США                                                            |